# 陛下专职司铎
陛下专职司铎（義大利語：Cappellano di Sua Santità）是由教宗授予头衔的神职人员。他们被尊称为蒙席，享有一定的特权和特殊，可穿与主教近似之主教服装。

## 概述

陛下专职司铎泛用的牧徽

陛下专职司铎的詠禱服飾

根据1968年3月28日的自动手谕，以前被称为教宗枢密專職司鐸（Supernumerary Privy Chamberlains）的神职人员以「陛下专职司铎」的名义继续保留在教宗府内。紫色长袍荣誉專職司鐸（Honorary Chamberlains of Purple Robes）、城外專職司鐸（Chamberlains extra Urbem）、荣誉樞密專職司鐸（Honorary Privy Chaplains）和城外荣誉專職司鐸（Honorary Chaplains extra Urbem）等较低级别的專職司鐸头衔被废除，这使得陛下专职司铎成为蒙席三级中排名最低的一个。
陛下专职司铎的角色可以追溯到教宗烏爾巴諾八世。自教宗庇护六世以来，此类神职人员就一直为教宗提供无偿服务。这类神职人员的选拔主要根据主教的要求，考虑任该职级的人的功绩和聖座的标准后通过聖座大使館提名候选人。候选人通过所有要求后，聖座国务院将起草一份证明，将其晋升至此头衔。该头衔永久有效，但需要在新教宗继位后进行续签。
在一些教區的神職人員，他們在一些部門或團體在任期間，會被自動授予陛下專職司鐸的頭銜，包括有：
- 洛迪、錫拉庫薩兩地的主教座堂的詠禱司鐸
- 羅馬聖賽蘇聖儒利安聖殿的詠禱司鐸
- 馬爾他騎士團的團牧